# Ново Невесинє
45°44′ пн. ш. 18°25′ сх. д. / 45.73° пн. ш. 18.41° сх. д.
Ново Невесинє (хорв. Novo Nevesinje) — населений пункт у Хорватії, в Осієцько-Баранській жупанії у складі громади Петловаць.

## Населення
Населення за даними перепису 2011 року становило 63 осіб.
Динаміка чисельності населення поселення:

## Клімат
Середня річна температура становить 11,04 °C, середня максимальна – 25,18 °C, а середня мінімальна – -5,90 °C. Середня річна кількість опадів – 632 мм.
| Клімат поселення                              | Клімат поселення | Клімат поселення | Клімат поселення | Клімат поселення | Клімат поселення | Клімат поселення | Клімат поселення | Клімат поселення | Клімат поселення | Клімат поселення | Клімат поселення | Клімат поселення | Клімат поселення |
| Показник                                      | Січ.             | Лют.             | Бер.             | Квіт.            | Трав.            | Черв.            | Лип.             | Серп.            | Вер.             | Жовт.            | Лист.            | Груд.            |                  |
| Середній максимум, °C                         | 5,75             | 7,79             | 12,40            | 17,10            | 22,38            | 25,18            | 25,18            | 24,74            | 20,49            | 15,09            | 9,10             | 5,17             |                  |
| Середня температура, °C                       | −0,08            | 2,00             | 6,60             | 11,29            | 16,56            | 19,38            | 21,35            | 20,92            | 16,68            | 11,28            | 5,30             | 1,35             |                  |
| Середній мінімум, °C                          | −5,9             | −3,86            | 0,75             | 5,45             | 10,73            | 13,55            | 17,55            | 17,11            | 12,85            | 7,45             | 1,48             | −2,48            |                  |
| Норма опадів, мм                              | 38               | 34               | 37               | 49               | 60               | 81               | 60               | 60               | 51               | 54               | 60               | 48               |                  |
| Середньомісячна швидкість вітру, м/с          | 2.40             | 2.70             | 2.90             | 2.84             | 2.50             | 2.30             | 2.30             | 2.10             | 2.10             | 2.20             | 2.31             | 2.50             |                  |
| Середньомісячна сонячна радіація, кДж/м²·день | 4167             | 6892             | 10821            | 15440            | 19396            | 21619            | 22336            | 20174            | 14847            | 9221             | 4698             | 3441             |                  |
| --------------------------------------------- | ---------------- | ---------------- | ---------------- | ---------------- | ---------------- | ---------------- | ---------------- | ---------------- | ---------------- | ---------------- | ---------------- | ---------------- | ---------------- |
| Джерело:                                      |                  |                  |                  |                  |                  |                  |                  |                  |                  |                  |                  |                  |                  |